# Mikuláš I. Druget
Mikuláš Druget(h) Horiansky (maď. Geréni Drugeth Miklós, * ? - † 1355) byl uherský šlechtic z rodu Drugetů, vychovatel králova syna Ludvíka. V pozdějších letech byl županem vícero uherských stolic a od roku 1354 zemským soudcem.

## Život
Narodil se jako syn palatina Jana I. Drugeta. 
Podobně jako jeho otec také Mikuláš byl ve službě krále Karla Roberta. Král ho pověřil výchovou svých dvou synů. Král Karel se svou rodinou obědval dne 17. dubna 1330 na hradě Vyšehrad, když v tom na krále vražednou zbraní zaútočil Felicián Zach, kterému říkali též Merc. Podařilo se mu zranit krále na zádech a jeho manželce Alžbětě uťal čtyři prsty na ruce. V dalším násilí mu už zabránil královský sluha Jan, syn Alexandra z potocké stolice. Tento sluha jako první s velkou odvahou postavil se na obranu krále. Následně mu přišli na pomoc ostatní členové královské stráže. Útočníka hned usmrtili a rozsekali na kusy. Při tomto násilnickém činu byl přítomen i Mikuláš I. Druget, který v kritické situaci vlastním tělem chránil královy děti. Král chtěl Feliciana Zacha potrestat a požádal královskou radu o velmi tvrdý rozsudek. Za tento čin královská rada, v níž byli i Jan I. Druget a Mikulášův bratr Viliam, vynesla rozsudek nad příbuznými Feliciana Zacha až do třetího pokolení. Vyvolalo to v Uhersku velké pobouření.
Po smrti Karla Roberta 1342 Mikuláš zůstává ve službách u jeho syna Ludvíka I. Ten se osobně účastnil neapolském tažení, Sicílie se dostává pod nadvládu uherského panovníka, který za kapitána města Salermo jmenoval Mikuláše I. Tuto funkci zastával tři roky. V roce 1354 ho král povýšil, dal mu úřad zemského soudce. Toto postavení znamenalo velkou moc, protože po palatinovi to byl druhý nejvyšší post v zemi. Po smrti staršího bratra Viliama 1342 zdědil velkou část jeho majetků. Začala ním horianská větev drugetovského rodu. Ta si podle vesničky Horiany (Gerena) v Užské župě, kde si v postavili Drugetové kurii, začala dávat přídomek z Horian (de Gerena).
Zemřel mezi 18. únorem a 14. červnem 1355. Měl syna Jana III. a Ladislava I.